# Semantische Kongruenz
Semantische Kongruenz oder auch pragmatische Kongruenz bezeichnet, dass eine syntaktische Struktur auf Grundlage des Bedeutungszusammenhangs, also der Sinnhaftigkeit, verwendet wird, anstatt sich strikt an grammatische Regeln zu halten. Die vor allem in der Rhetorik verwendete Bezeichnung Constructio ad sensum steht für eine syntaktische Konstruktion, die formal gegen die Regeln der grammatischen Kongruenz verstößt, aber sinngemäß korrekt ist.  
Bei der semantischen Kongruenz steht die Bedeutung von Wörtern in einem Satz in Einklang, auch wenn sie grammatisch nicht übereinstimmen. Im Gegensatz zur grammatischen Kongruenz sind beispielsweise zueinander gehörige Wörter nicht grammatisch kongruent, sondern richten sich nach dem Sinn bzw. der Bedeutung eines Ausdrucks.
Zum Auslöser der semantischen Kongruenz bei grammatischer Kongruenz schreiben Köpcke und Zubin:
Je mehr die Aktivierung eines syntaktisch steuernden Auslösers (Nomens) im Bearbeitungsgedächtnis des Sprechers abnimmt, desto eher kann eine pragmatische Projektion (also pragmatische Kongruenz) das vom syntaktischen Auslöser ausgehende Genusmerkmal (also  grammatische Kongruenz) ausstechen.
Das heißt, dass die grammatische Übereinstimmung (z. B. das Genus eines Nomens) schwächer wird, wenn das entsprechende Nomen im Gedächtnis des Sprechers weniger präsent ist. In solchen Fällen kann die Bedeutung oder der Kontext des Satzes (pragmatische Kongruenz) die grammatische Regel überlagern, sodass die Konstruktion dem Sinn des Satzes angepasst wird, auch wenn sie grammatisch nicht korrekt ist.
In verschiedenen Sprachen kann sich die semantische Kongruenz unterschiedlich zeigen, etwa bei der Behandlung des Wortes „Mädchen“ im Deutschen, das grammatisch neutral, aber semantisch weiblich ist, oder bei Kollektiva im Englischen, die im Plural stehen, obwohl sie eine Gruppe im Singular meinen.

## Kongruenzhierarchie
Die Kongruenzhierarchie zeigt, wann die Bedeutung eines Wortes stärker gewichtet wird als seine grammatische Form. Wenn zwei Elemente im Satz eng verbunden sind, wird meist die Grammatik beachtet. Je lockerer diese Verbindung ist, desto mehr kann die Bedeutung des Wortes die Übereinstimmung bestimmen. Das bedeutet: Je weniger streng die Satzteile verbunden sind, desto stärker kann der Sinn die grammatischen Regeln beeinflussen. Löbel erklärt: „Je enger der Zusammenhang […] desto mehr überwiegen syntaktische Faktoren; je loser […] desto mehr können semantische Faktoren […] ausschlaggebend sein.“
Die Kongruenzhierarchie zeigt einen von links nach rechts abnehmenden syntaktischen Zusammenhang zwischen dem Kongruenzauslöser, dem sog. controller, und den kongruierenden Elementen, den sog. targets.
Für Numerus und Genus besteht eine Kongruenzhierarchie, die wie folgt aussieht:
Attribut → Prädikat → Relativpronomen → Personalpronomen
Für verschiedene Sprachen existieren unterschiedliche Differenzierungen.

### Im Deutschen
Im Deutschen schlagen Köpcke und Zubin vor:
Im Deutschen dominiert demnach bei beispielsweise Determinieren tendenziell grammatische Kongruenz, bei z. B. Personalpronomen eher semantische Kongruenz. 

### Im Französischen
1. Attributiv: Artikel > Determinierer.
2. Attributiv: Pränominale Adjektive > postnominale Adjektive > appositionale Adjektive.
3. Prädikat: finites Verb > Partizip > Adjektiv > Nomen.
4. Artikulator: Syntaktisches Pronomen (possessiv, reziprok, reflexiv und bestimmend-relativ).
5. Pronomina: nicht-bestimmende Relativpronomen > anaphorische Personalpronomen > deiktische Personal-/Demonstrativpronomen.[7]

Die grammatische Kongruenz ist bei enger syntaktischer Bindung, wie bei Artikeln und pränominalen Adjektiven, besonders wichtig. Je lockerer die syntaktische Verbindung wird, desto mehr kann die semantische Kongruenz die Wahl der übereinstimmenden Elemente beeinflussen.

### Im Russischen
Attributiv.obl < Attributiv.nom < prädikativ < postpositive Apposition < Relativpronomen < Personalpronomen.
Die grammatische Kongruenz bei enger syntaktischer Bindung, wie bei Attributivformen, ist stärker ausgeprägt. Bei postpositiven Appositionen und Relativpronomen kann die semantische Kongruenz eine größere Rolle spielen.

## Semantische Kongruenz im Deutschen

### Genus
Semantische Kongruenz bzw. Inkongruenz entstehen im Deutschen bei Genus-Sexus-Abweichungen zwischen Nomen und Bezugssubjekt. Epizöna und Hybride zeigen dies besonders häufig. Ein häufig verwendetes Beispiel ist das Wort Mädchen, weil es grammatisch ein Neutrum ist, allerdings auf eine weibliche Person verweist.
- (1) Das Mädchen, das dort sitzt.
- (2) *Das Mädchen, die dort sitzt.

In (1) ist das Neutrum deutlich akzeptierter als das Femininum in (2), was sich mit deren Funktion als Determinierer erklären lässt (Determinierer sind i. d. R. eher grammatisch kongruent, siehe Kongruenzhierarchie).
- (3) Das Mädchen spielt mit seiner Puppe.
- (4) Das Mädchen spielt mit ihrer Puppe.

Die Possessiva in (3) und (4) werden oftmals gleichermaßen akzeptiert.
- (5) Das Mädchen sitzt dort in der Ecke. Es spielt mit einer Puppe.
- (6) Das Mädchen sitzt dort in der Ecke. Sie spielt mit einer Puppe.

Bei (5) und (6) wird eher die feminine Form gewählt, zumindest im verbalen Sprachgebrauch.
Grammatische Kongruenz ist ausschließlich im Neutrum möglich, das heißt alle zum Mädchen zugehörigen Pronomina müssen neutral sein, damit sie grammatisch kongruent sind. Ist das zugehörige Pronomen im Femininum, verweist es auf die reale Weiblichkeit eines Mädchens und ist damit semantisch kongruent.
Die obigen Beispiele zeigen auch die Kongruenzhierarchie im Deutschen: Determinierer werden wenig akzeptiert, wenn sie semantisch, aber nicht grammatisch kongruent sind, wohingegen bei Possessivpronomina die Akzeptanz nicht eindeutig ist. Semantische Kongruenz bei Personalpronomina jedoch wird der grammatischen oftmals bevorzugt. Dies zeigt sich auch in einer Untersuchung von Henning Czech beim Substantiv Mädchen. Czech unterscheidet zwischen definiten Determiniererphrasen (def. DP) wie zum Beispiel Das Mädchen sagt und quantifizierten Nominalphrasen (QDP) wie Jedes Mädchen sagt.
|         | grammatische Kongruenz | semantische Kongruenz | Gesamt |
| ------- | ---------------------- | --------------------- | ------ |
| def. DP | 27                     | 55                    | 82     |
| QDP     | 57                     | 27                    | 84     |
| gesamt  | 84                     | 82                    | 166    |

Hypothese der Untersuchung ist, „dass die Wahrscheinlichkeit für die Wahl grammatischer Kongruenz bei Personalpronomen steigt, wenn das Pronomen als gebundene Variable interpretiert wird“. Laut Czech habe sich die Hypothese „eindeutig bestätigt“.
Allerdings lässt sich semantische Kongruenz nur bei Personen herstellen, nicht jedoch bei Gegenständen. Auch bei den stärker konzeptuellen Personalpronomina ist das der Fall:
- (7) Sie hat ein Brüderchen bekommen. Es/Er soll Herbert heißen.
- (8) Sie hat ein Deckchen bekommen. Es/*Sie ist aus Brüsseler Spitze.

Brüderchen ist grammatisch neutral, die Referenz allerdings männlich, wodurch semantische Kongruenz möglich ist. Beim Deckchen ist das grammatische Geschlecht neutral, die Ableitung des Personalpronomens sie leitet sich allerdings nicht vom semantischen Referenzgeschlecht, sondern vom Genus ohne Diminutiv, also ohne „-chen“, ab. Deckchen hat kein Sexus, deshalb besteht bei der Zuweisung eines femininen Pronomens zu einem neutralen Nomen, das kein Mensch ist, keine semantische Kongruenz.

### Numerus
Unter anderem bei Relativsätzen sind semantische Kongruenzen im Numerus  möglich:
- (9) Ein Strauß Blumen, über den sie sich bestimmt freuen würde.
- (10) Ein Strauß Blumen, über die sie sich bestimmt freuen würde.

Relativsätze lassen eine semantische Kongruenz zu, wenn es sich um eine restriktive Konstruktion handelt. Also hier eine Verbindung zweier Nomina, denen eindeutig ein Numerus zuzuordnen ist. Satz (9) ist die grammatisch korrekte Variante, da sich das Relativpronomen auf den Strauß Blumen bezieht und der Strauß entscheidend für den Numerus ist. Satz (10) hingegen ist semantisch kongruent, da man bei einem Strauß Blumen einen Verbund von Blumen hat. Das Relativpronomen die im Plural referenziert also auf die Blumen.

## Semantische Kongruenz in anderen Sprachen

### Englisch

#### Relativpronomen
Auch im Englischen gibt es Beispiele für die Verwendung, beispielsweise bei den Relativpronomina who und which:
- (1) The soldiers which are made of lead were thrown away.
- (2) The soldiers who are made of lead were thrown away.
- Deutsch: Die Soldaten, die aus Blei gemacht sind, wurden weggeworfen.

Satz (1) ist grammatisch inkongruent, da soldiers Personen sind, wodurch das Pronomen who erforderlich wäre. Allerdings ergibt sich aus dem Gesamtkontext, dass Spielzeugsoldaten und damit  Gegenstände gemeint sind. Semantisch sind die Soldaten also keine Personen, wodurch das Pronomen which erfordert wird. Satz (1) ist demnach semantisch kongruent, allerdings grammatisch inkongruent. Satz (2) hingegen ist grammatisch kongruent, aber semantisch inkongruent.
Das gleiche Phänomen zeigt sich an folgendem Beispiel:
- (3) The volcano who just left the room was Bill's kid.
- (4) The volcano which just left the room was Bill's kid.
- Deutsch: Der Vulkan, der gerade den Raum verlassen hat, war Bills Kind.

Volcano ist in den Sätzen (3) und (4) metaphorisch gebraucht und bezieht sich auf die Person Bill's kid. Deshalb liegt aus semantischer Sicht nahe, das Pronomen who zu verwenden. Grammatisch wird allerdings das Pronomen which erfordert, da volcano formal keine Person ist.

#### Numerus
Außerdem existieren im Englischen Beispiele für semantische Kongruenz beim Numerus:
- (5) My family are early risers.
  - Deutsch: Meine Familie sind Frühaufsteher.
- (6) *My family is early risers.
  - Deutsch: Meine Familie ist Frühaufsteher.
- (7) My family is a group of early risers.
  - Deutsch: Meine Familie ist eine Gruppe von Frühaufstehern.

Satz (5) ist grammatisch inkorrekt, da family im Singular steht und deshalb die Singular Form is und nicht die Plural-Form are benötigen würde. Das Verb ist also an den Plural early risers angepasst, sodass sich das Verb auf mehrere Personen bezieht. Damit besteht semantische Kongruenz. In Satz (6) ist der Bezug von is auf family grammatisch korrekt, allerdings nicht auf early risers. So besteht grammatische Inkongruenz. Da wie schon erwähnt auf mehrere Personen referenziert wird, besteht ebenfalls semantische Inkongruenz. Satz (7) ist eine grammatisch kongruente Alternative, die nicht semantisch inkongruent ist, aber nicht die exakt gleiche Bedeutung besitzt.
Allerdings ist die Verbkonjugation nach der Semantik nicht zulässig, wenn es kein Objekt gibt, auch wenn ein Nomen im Singular auf eine Gruppe verweist. Die semantische Inkongruenz wird durch Artikel verstärkt:
- (8) A committee has decided.
  - Deutsch: Ein Komitee hat entschieden.
- (9) *A committee have decided.
  - Deutsch: Ein Komitee haben entschieden.

### Russisch
Im Russischen findet das Genus in Verben Berücksichtigung. Einige Nomina sind grammatisch maskulin, können aber auf Frauen und Männer bezogen werden, es handelt sich also um Hybride bzw. Epizöna. So ergibt es sich, dass im Russischen oftmals die feminine Verbalform nicht gewählt wird, obwohl es sich tatsächlich auf eine Frau bezieht.
- (10) vrač prišel.
  - Glossiert: doctor came-MASC
  - Deutsch: Der Arzt kam.
- (11) vrač prišla.
  - Glossiert: doctor came-FEM
  - Deutsch: Die Ärztin kam.

Bei Satz (10) ist das Verb maskulin, bei Satz (11) feminin. vrač kann sich semantisch auf einen Mann oder eine Frau beziehen. Für den Bezug wird also je nach Kontext die entsprechende Verbform benötigt. Mit der Maßgabe, dass vrač auf eine Frau referiert, wählten in einer Untersuchung dennoch lediglich etwas mehr als die Hälfte der Personen die zugehörige weibliche Verbform. Zwar ist der Satz dennoch grammatisch kongruent, dadurch, dass er allerdings auf eine Frau referiert, ist er semantisch inkongruent.